# Národní park Cotopaxi
Národní park Cotopaxi (španělsky Parque Nacional Cotopaxi) je nejnavštěvovanějším ekvádorským národním parkem. Rozkládá se v okolí stejnojmenné sopky (5897 m n. m.).

## Popis
Národní park byl vyhlášen 11. srpna 1975. Jeho rozloha je 33 393 hektarů, rozkládá se v nadmořské výšce mezi 3399 a 5897 metry.
Park se nachází přibližně 50 km od Quita, hlavního města Ekvádoru. V roce 2010 poplatek za vstup činil 10 USD za osobu.

## Flóra
Vyskytují se zde charakteristické vulkanické biotopy, horské stepi a horské tundry. Vyskytuje se zde minimálně 200 druhů cévnatých rostlin. I přes status národního parku probíhá v nižších nadmořských výškách intenzivní těžba dřeva.

## Fauna
Ze savců se zde vyskytují například tyto druhy medvěd brýlatý, pes horský, puma americká, jelenec běloocasý nebo mazama červený. Z ptáků například kondor andský, kondor krocanovitý, kondor havranovitý, orlovec říční, káně orlí, čimango andský, poštolka pestrá, hrnčiřík paramový, ostrochvostka andská, skorcovec pruhokřídlý nebo skorcovec tlustozobý.